# Pashley Cycles

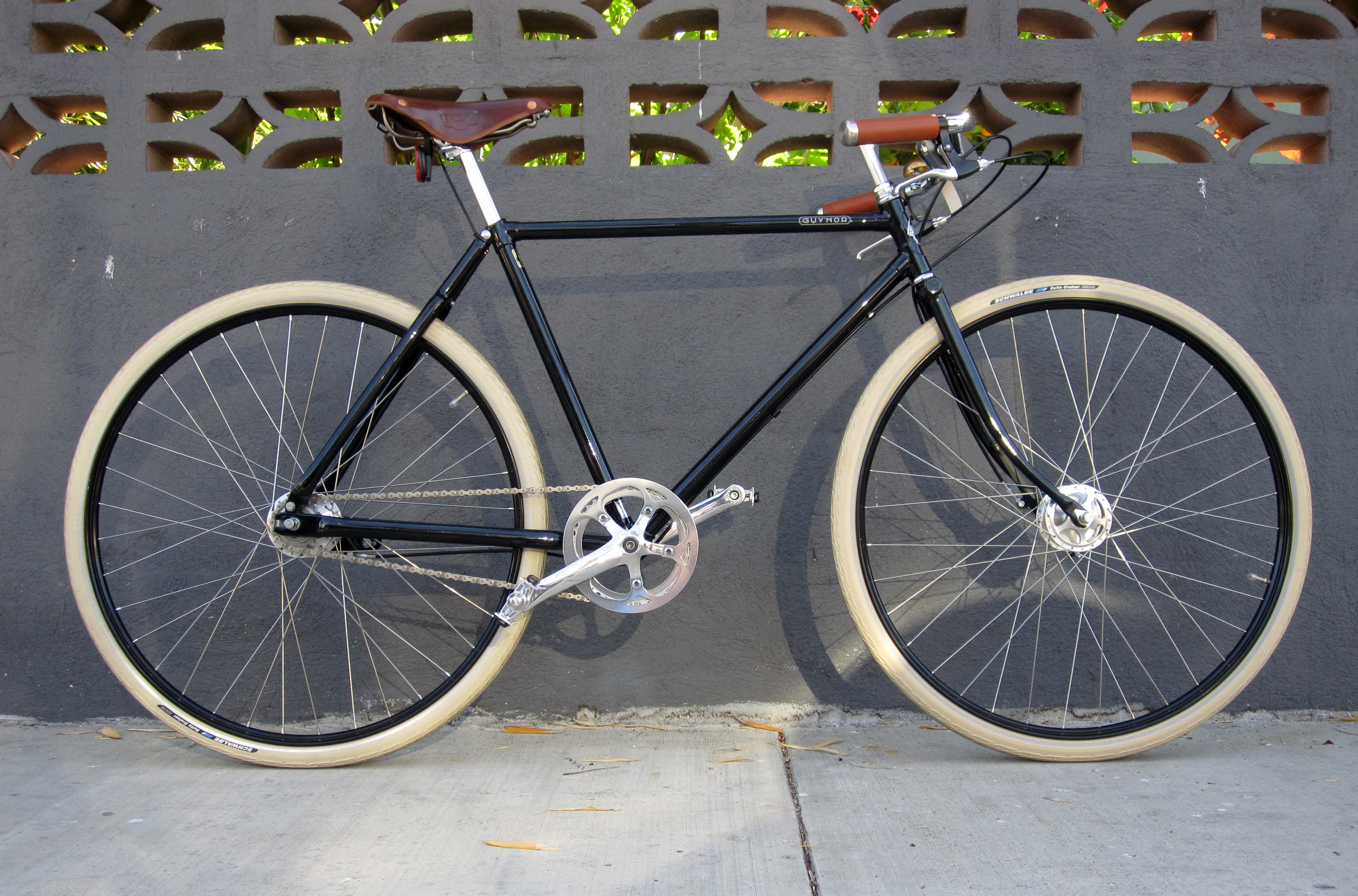
Fahrrad von Pashley Cycles

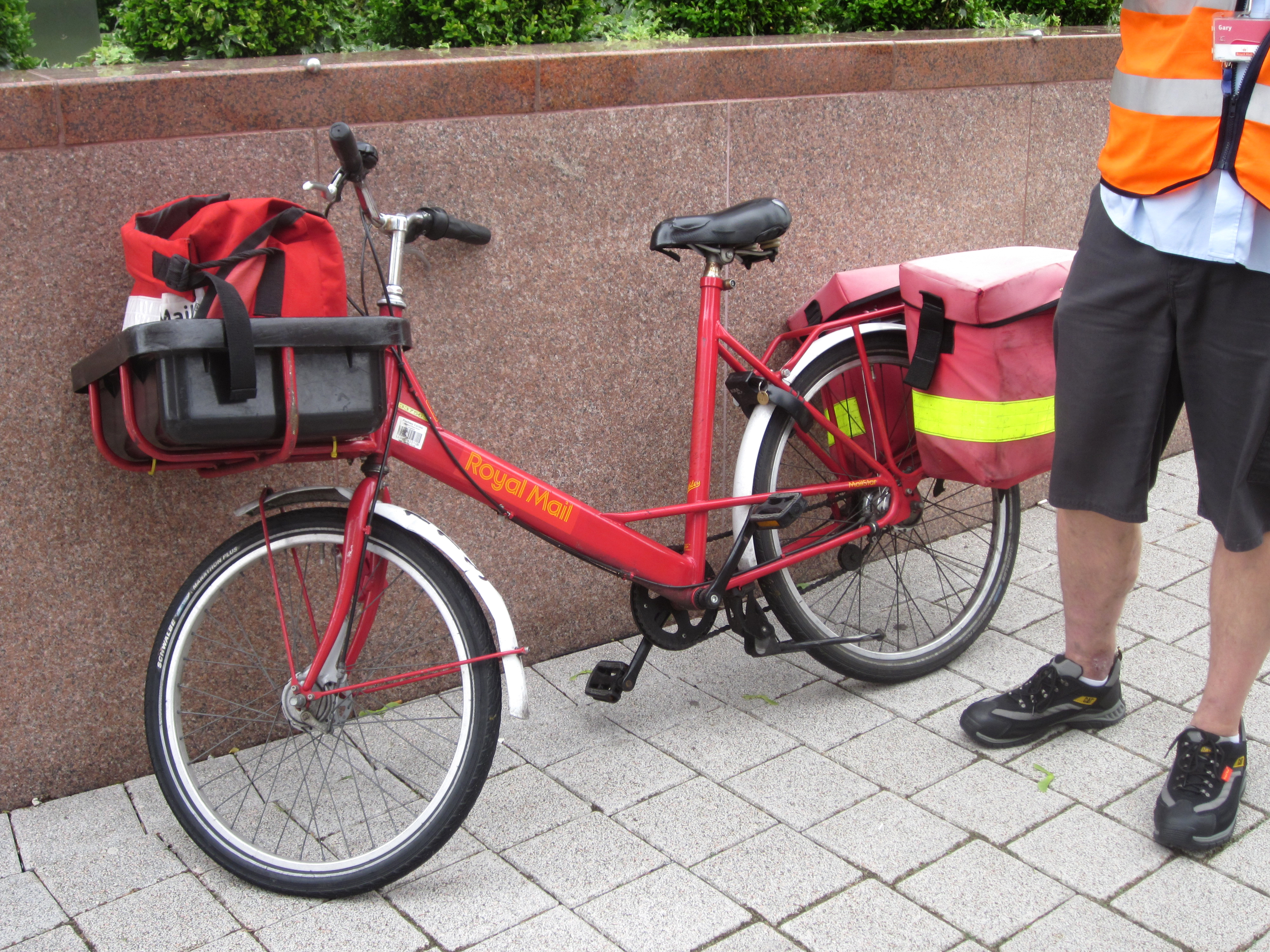
Fahrrad von Pashley Cycles für Transportzwecke

Pashley Cycles ist ein britischer Hersteller von Fahrrädern und ehemaliger Automobilhersteller.

## Unternehmensgeschichte
William Rathbone Pashley gründete 1926 das Unternehmen in Birmingham und begann mit der Produktion von Fahrrädern. 1950 ergänzten dreirädrige Lieferwagen das Sortiment. Zwischen 1953 und 1957 entstanden Automobile. Der Markenname lautete Pashley. In den 1960er Jahren erfolgte unter Leitung von Dick Pashley der Umzug nach Stratford-upon-Avon. Das Unternehmen existiert noch heute.

## Automobile
1953 erschien der Pelican. Er war ein Dreirad mit einzelnem Vorderrad. Hinter dem Fahrer waren zwei Sitzreihen für die Passagiere. Das Fahrzeug ähnelte einer Rikscha. Die Karosserie bestand aus Fiberglas. Ein Viertaktmotor von J.A.P. mit 600 cm³ Hubraum trieb das Fahrzeug an.
Im gleichen Jahr erschien ein konventioneller Kleinstwagen, ebenfalls dreirädrig, ähnlich dem Bond Minicar. Auf ein Fahrgestell aus Stahl wurde eine türlose, offene Karosserie aus Leichtmetall montiert. Ein Zweitaktmotor von Villiers Ltd mit 197 cm³ Hubraum sorgte für den Antrieb.